# Калібрувальна таблиця

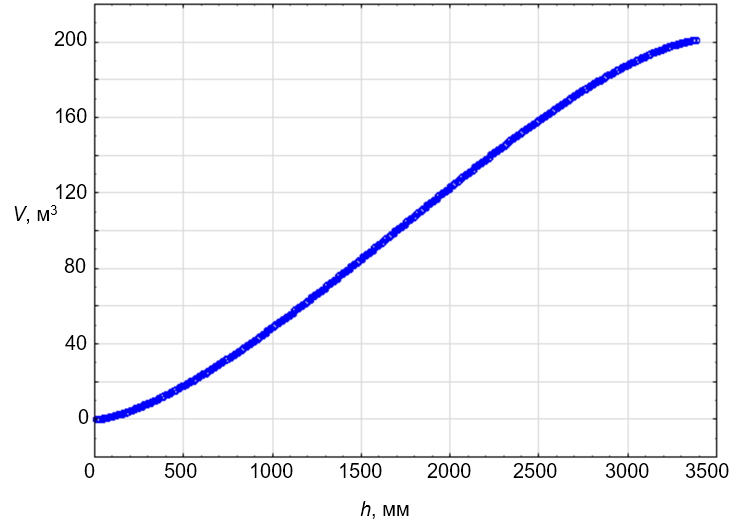
Приклад графічного подання калібрувальної (градуювальної) характеристики резервуару

Калібрувальна таблиця резервуару (англ. calibration table) — подана у формі таблиці математична функція V(h), що встановлює відношення між висотою h (незалежна змінна) та об'ємом V (залежна змінна). Часто ще називають градуювальною таблицею резервуару .
Використовується для точного розрахунку кількості рідин та сипких речовин у резервуарах різних форм, переважно для комерційного або технологічного обліку речовин (див. наприклад, резервуари нафтові).
Для розповсюджених форм резервуарів (наприклад вертикальних циліндричних) — можуть застосовуватися прості розрахункові моделі, як наприклад формула для розрахунку об'єму циліндра, проте на практиці для підвищення точності використовуються саме таблиці. По-перше — таблиці мають встановлені нормативи за точністю та кроком (наприклад 1 см за висотою), по-друге — саме табличне подання є стандартним для систем комерційного обліку. По-третє така форма є вдалою також з причини, що може легко містити особливості про складну геометрію резервуару/групи, або про наявність внутрішніх конструкцій, що впливають на місткість резервуару (дейдвуд).